# Shirakami-Sanchi
Shirakami-Sanchi  está situado en las montañas del norte de la isla Honshu, en el límite de las prefecturas de Akita y Aomori, en Japón.
Esta región apartada, sin carreteras ni sendas contiene los últimos vestigios de los bosques templados de Japón. Se pueden encontrar en este bosque el oso negro asiático (Ursus thibetanus) y ochenta y siete especies de pájaros. Tiene una altitud que va de 300 m al monte Mukai-shirakami la máxima altitud de 1243 m.
El lugar fue declarado como Patrimonio de la Humanidad por la Unesco en el año 1993 con una superficie protegida de 10.139 ha, con una zona de respeto de 6.832 ha.